# Брумфілд
 Брумфілд (англ. Broomfield) — консолідоване місто-округ у штаті Колорадо, США.

## Демографія
За даними перепису 2000 року,
на території міста мешкало 38 272 людей, було 13 842 господ та 10 270 сімей.
Густота населення становила 1411,6 осіб/км². Було 14322 житлових будинків.
З 13 842 садиб у 41,2% проживали діти до 18 років, подружніх пар, що мешкали разом, було 61,8%,
садиб, у яких господиня не мала чоловіка — 8,2%, садиб без сім'ї — 25,8%.
Власники 19,3% садиб мали вік, що перевищував 65 років, а в 4,2% садиб принаймні одна людина була старшою за 65 років.
Число людей у середньому на господу становило 2,76, а в середньому на родину 3,19.
Середній річний дохід на садибу становив 69 419 доларів США, а на родину — 82 106 доларів США.
Чоловіки мали дохід 49 732 доларів, жінки — 31 864 доларів.
Дохід на душу населення був 26 488 доларів.
Приблизно 2,1% родин та 4,2% населення жили за межею бідності.
Серед них осіб до 18 років було 4,3%, і понад 65 років — 6,3%.
Середній вік населення становив 33 років.

## Суміжні округи
- Велд — північний схід
- Адамс — південний схід
- Джефферсон — південний захід
- Боулдер — північний захід

## Виноски
1. ↑  перепис населення США 2020 / за ред. Бюро перепису населення США
2. ↑  Census of Population and Housing. Census.gov. Архів оригіналу за 19 липня 2018. Процитовано 4 червня 2016.
3. ↑  American FactFinder. Бюро перепису населення США. Архів оригіналу за 26 лютого 2012. Процитовано 31 січня 2008. [Архівовано 2008-05-21 у Wayback Machine.]

| США | Це незавершена стаття з географії США. Ви можете допомогти проєкту, виправивши або дописавши її. |